# Пролетарский (Светиловичский сельсовет)
Пролетарский (бел. Пралетарскі) — упразднённый посёлок в Светиловичском сельсовете Ветковского района Гомельской области Белоруссии.

## География

### Расположение
В 12 км на северо-запад от Ветки, 10 км от железнодорожной станции Лазурная (на линии Жлобин — Гомель), 28 км от Гомеля.

## Транспортная сеть
Транспортные связи по просёлочной, затем автомобильной дороге Чечерск — Ветка. Деревянные дома расположены бессистемно около просёлочной дороги.

## История
Выявленные археологами поселения верхнеднепровской культуры (III тысячелетие до н. э., в 0,2 км на юг от посёлка, в урочище Попово), бескурганный могильник среднеднепровской культуры бронзового века (II тысячелетие до н. э., в 0,2 км на юг от посёлка), поселение верхнеднепровской культуры (II тысячелетие до н. э., в 1 км на запад от посёлка), курганный могильник эпохи Киевской Руси (28 насыпей, в 3 км на северо-запад от посёлка) свидетельствуют о заселении этих мест с давних времён.
Современный посёлок основан в начале XX века переселенцами из соседних деревень. Наиболее активная застройка приходится на 1920-е годы. В 1926 году в Юрковичском сельсовете Ветковского района Гомельского округа. В 1929 году организован колхоз. Во время Великой Отечественной войны 19 жителей погибли на фронте. Входил в состав совхоза «Речки» (центр — деревня Речки).
В результате катастрофы на Чернобыльской АЭС и радиационного загрязнения жители (52 семьи) переселены в 1992 году в чистые места.
Официально упразднён в 2011 году.

## Население

### Численность
- 2010 год — жителей нет.

### Динамика
- 1926 год — 59 дворов, 286 жителей.
- 1992 год — жители (52 семьи) переселены.